# Giovanni Franken
Giovanni Franken (Róterdam, Países Bajos; 14 de noviembre de 1977) es un exfutbolista profesional de Curazao, aunque cuenta también con la nacionalidad neerlandesa. Se desempeñaba en el terreno de juego como mediocampista y actualmente se dedica a la profesión de director técnico.

## Trayectoria
Viniendo a través de las categorías inferiores del Feyenoord, Franken dejó al lado el club con sede en Róterdam en 1998 sin hacer acto de presencia en nivel profesional para unirse al FC Dordrecht, club con el cual debuta a nivel profesional. Después de pasar una temporada con Dordrecht, Franken se unió al RKC Waalwijk, donde pasó tres temporadas.

## Selección nacional
Ha sido internacional con Antillas Neerlandesas en 8 ocasiones, debutando en 2004 como internacional, y ha participado en las eliminatorias de la Concacaf de clasificación para la Copa Mundial de Fútbol de 2006 y rumbo a la Copa Mundial de Fútbol de 2010.

## Clubes
| Club            | País         | Año       |
| --------------- | ------------ | --------- |
| FC Dordrecht    | Países Bajos | 1998-1999 |
| RKC Waalwijk    | Países Bajos | 1999-2002 |
| Doto FC         | Países Bajos | 2002-2006 |
| VV Barendrecht  | Países Bajos | 2006-2007 |
| RVVH Ridderkerk | Países Bajos | 2007-2011 |